# Божјаковина
Божјаковина је насељено место у саставу општине Брцковљани у Загребачкој жупанији, Хрватска. До територијалне реорганизације у Хрватској налазила се у саставу бивше велике општине Дуго Село.

## Становништво
На попису становништва 2011. године, Божјаковина је имала 178 становника.

## Попис1991.
На попису становништва 1991. године, насељено место Божјаковина је имало 227 становника, следећег националног састава:
| Попис 1991.‍  | Попис 1991.‍  | Попис 1991.‍ | Попис 1991.‍ | Попис 1991.‍ |
| ------------ | ------------ | ----------- | ----------- | ----------- |
|              |              |             |             |             |
| Хрвати       | Хрвати       |             | 203         | 89,42%      |
| Југословени  | Југословени  |             | 4           | 1,76%       |
| Муслимани    | Муслимани    |             | 4           | 1,76%       |
| Словаци      | Словаци      |             | 3           | 1,32%       |
| Срби         | Срби         |             | 2           | 0,88%       |
| Албанци      | Албанци      |             | 1           | 0,44%       |
| Немци        | Немци        |             | 1           | 0,44%       |
| регион. опр. | регион. опр. |             | 7           | 3,08%       |
| непознато    | непознато    |             | 2           | 0,88%       |
| укупно: 227  |              |             |             |             |